# Bernd Manuwald
Bernd Manuwald (* 19. März 1942 in Pforzheim) ist ein deutscher Klassischer Philologe.

## Leben
Manuwald legte 1961 in Pforzheim das Abitur ab und studierte von 1961 bis 1969 Griechisch, Latein und Geschichte auf Lehramt an der Albert-Ludwigs-Universität Freiburg, der Universität Wien, der Philipps-Universität Marburg und an der Universität des Saarlandes. Im Jahre 1966 legte er in Marburg das Erste Staatsexamen in Latein und Griechisch ab und ging anschließend als Assistent von Otto Lendle an die Uni Saarbrücken, an der er 1969 promoviert wurde. Er wurde 1972 zum Assistenzprofessor und Wissenschaftlichen Mitarbeiter der Universität des Saarlandes ernannt. Im Jahr 1981 wurde er auf eine C3-Professur an der Universität Würzburg, 1984 auf eine C4-Professur an der Heinrich-Heine-Universität Düsseldorf berufen. Manuwald folgte 1992 einem Ruf an die Universität zu Köln, an der er bis zu seinem Eintritt in den Ruhestand 2008 eine C4-Professur für Gräzistik als Nachfolger von Rudolf Kassel innehatte. Seit 1997 ist Manuwald verantwortlicher Herausgeber der Zeitschrift Rheinisches Museum für Philologie.
Manuwald ist mit der Altphilologin Anke Manuwald verheiratet und hat zwei Töchter. Die ältere, Gesine Manuwald, ist Professor of Latin am University College London. Die jüngere Tochter, Henrike Manuwald, ist Professorin für germanistische Mediävistik und Ältere deutsche Literatur und Sprache an der Universität Göttingen.
Manuwald beschäftigt sich mit antiker Geschichtsschreibung, Philosophie und der griechischen Tragödie.